# Belinda (Musikerin)

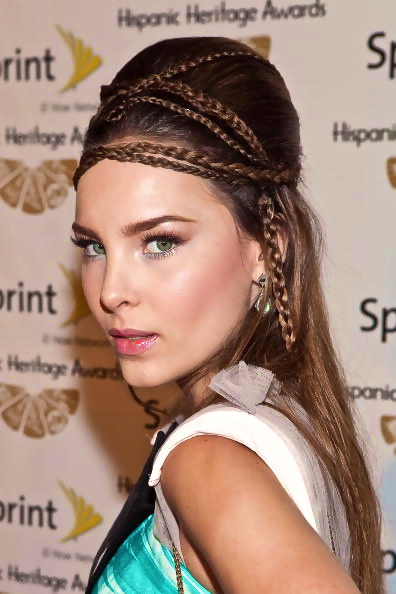
Belinda (2010)

Belinda Peregrín Schüll (* 15. August 1989 oder 1992 in Madrid, Spanien) ist eine spanisch-mexikanische Pop-Rock-Sängerin und Darstellerin.

## Biografie
Nachdem sie in Madrid geboren war, zog sie mit vier Jahren nach Mexiko. Ihre Abstammung ist spanisch und französisch. Ihre Eltern sind Ignacio Peregrín und Belinda Schüll. Ihren ersten Auftritt im Fernsehen hatte sie als Hauptcharakter in der Kinderserie Amigos por siempre. Die Rolle bekam sie, indem sie sich bei einem Casting in Mexiko gegen 5.000 Mitbewerber durchsetzte. Später hatte sie Rollen in weiteren spanischen Serien, für ihre dortige Beteiligung an der musikalischen Umsetzung der Procedurale gewann sie einen Latin Grammy für das beste Latin Kinderalbum.
Ihr erstes Album Belinda bescherte ihr internationalen Erfolg. 2006 war sie in dem Film Cheetah Girls 2 zu sehen.
Ihr zweites Album Utopía erschien im Oktober 2006 in Spanien. Am 25. September 2007 veröffentlichte sie ihre EP Utopía² über EMI International.
In der Serie Willkommen auf Eden spielte sie 2021 die Rolle der África.

## Diskografie

### Studioalben
| Jahr | Titel      | Höchstplatzierung, Gesamtwochen, AuszeichnungChartplatzierungen (Jahr, Titel, Platzierungen, Wochen, Auszeichnungen, Anmerkungen) | Höchstplatzierung, Gesamtwochen, AuszeichnungChartplatzierungen (Jahr, Titel, Platzierungen, Wochen, Auszeichnungen, Anmerkungen) | Höchstplatzierung, Gesamtwochen, AuszeichnungChartplatzierungen (Jahr, Titel, Platzierungen, Wochen, Auszeichnungen, Anmerkungen) | Anmerkungen                                                               |
| Jahr | Titel      | Latin | ES | MX | Anmerkungen                                                               |
| ---- | ---------- | --- | --- | --- | ------------------------------------------------------------------------- |
| 2003 | Belinda    | Latin28 Platin · (10 Wo.)Latin | ES72 (20 Wo.)ES | MX1 ×5Fünffachgold · (107 Wo.)MX                                                                                                  | Erstveröffentlichung: 5. August 2003                                      |
| 2006 | Utopía     | Latin20 (18 Wo.)Latin | — | MX3 Platin · (69 Wo.)MX | Erstveröffentlichung: 3. Oktober 2006 2007 in Europa wiederveröffentlicht |
| 2010 | Carpe Diem | Latin12 (4 Wo.)Latin | — | MX7 Gold · (6 Wo.)MX | Erstveröffentlichung: 23. März 2010                                       |
| 2013 | Catarsis   | Latin4 (4 Wo.)Latin | — | MX1 (… Wo.)MX | Erstveröffentlichung: 2. Juli 2013                                        |
| 2025 | Indómita   | — | — | — | Erstveröffentlichung: 5. Juni 2025                                        |

grau schraffiert: keine Chartdaten aus diesem Jahr verfügbar

### Kompilationen
- 2006: Belinda Total

### EPs
- 2007: Utopía²
- 2007: If We Were
- 2008: See A Little Light

### Singles
| Jahr | Titel Album                          | Höchstplatzierung, Gesamtwochen, AuszeichnungChartplatzierungen (Jahr, Titel, Album, Platzierungen, Wochen, Auszeichnungen, Anmerkungen) | Höchstplatzierung, Gesamtwochen, AuszeichnungChartplatzierungen (Jahr, Titel, Album, Platzierungen, Wochen, Auszeichnungen, Anmerkungen) | Höchstplatzierung, Gesamtwochen, AuszeichnungChartplatzierungen (Jahr, Titel, Album, Platzierungen, Wochen, Auszeichnungen, Anmerkungen) | Anmerkungen                                                                                     |
| Jahr | Titel Album                          | Latin | ES | MX | Anmerkungen                                                                                     |
| ---- | ------------------------------------ | --- | --- | --- | ----------------------------------------------------------------------------------------------- |
| 2006 | Ni Freud ni tu mama Utopía           | Latin38 (7 Wo.)Latin | — | — | Erstveröffentlichung: 19. September 2006                                                        |
| 2007 | Bella traicion Utopía²               | Latin14 (10 Wo.)Latin | — | — | Erstveröffentlichung: 26. Januar 2007                                                           |
| 2007 | Es de verdad Utopía                  | Latin41 (5 Wo.)Latin | — | — | Erstveröffentlichung: 1. Oktober 2007                                                           |
| 2010 | Egoista Carpe diem                   | Latin28 (12 Wo.)Latin | — | — | Erstveröffentlichung: 23. Februar 2010 feat. Pitbull                                            |
| 2012 | En el amor hay que perdonar Catarsis | Latin39 (6 Wo.)Latin | — | — | Erstveröffentlichung: 19. Juni 2012                                                             |
| 2012 | En la obscuridad Catarsis            | Latin33 (2 Wo.)Latin | — | — | Erstveröffentlichung: 12. November 2012                                                         |
| 2019 | Amor a primera vista –               | Latin16 ×2×3Doppeldiamant + Dreifachgold · (20 Wo.)Latin                                                                                 | — | MX— ×2×3Doppeldiamant + DreifachgoldMX                                                                                                   | Erstveröffentlichung: 14. Juni 2019 mit Los Ángeles Azules & Lalo Ebratt feat. Horacio Palencia |
| 2024 | 300 Noches Indómita                  | Latin41 (2 Wo.)Latin | — | MX5 ×3Dreifachplatin · (3 Wo.)MX | Erstveröffentlichung: 25. April 2024 feat. Natanael Cano                                        |

grau schraffiert: keine Chartdaten aus diesem Jahr verfügbar
Weitere Singles
- 2002: Complices al rescate
- 2003: Lo siento
- 2004: Boba niña nice
- 2004: Ángel (MX: Gold)
- 2004: Vivir
- 2004: No entiendo (mit Andy & Lucas)
- 2005: Be Free
- 2005: Muriendo lento (mit Moderatto)
- 2006: Amigas Cheetahs (mit The Cheetah Girls)
- 2007: Luz sin gravedad
- 2007: Alguien más
- 2008: Your Hero
- 2008: See a Little Light
- 2009: Sal de mi piel
- 2010: Dopamina
- 2013: I Love You... te quiero (feat. Pitbull)
- 2013: Nada
- 2022: No estamos tan locos (ES: Gold)
- 2024: Cactus (MX: Platin)
- 2024: Jackpot (mit Kenia Os, MX: Gold)
- 2024: La cuadrada (mit Tito Double P, MX: Gold)

### Gastbeiträge
| Jahr | Titel Album                                                         | Höchstplatzierung, Gesamtwochen, AuszeichnungChartplatzierungen (Jahr, Titel, Album, Platzierungen, Wochen, Auszeichnungen, Anmerkungen) | Höchstplatzierung, Gesamtwochen, AuszeichnungChartplatzierungen (Jahr, Titel, Album, Platzierungen, Wochen, Auszeichnungen, Anmerkungen) | Höchstplatzierung, Gesamtwochen, AuszeichnungChartplatzierungen (Jahr, Titel, Album, Platzierungen, Wochen, Auszeichnungen, Anmerkungen) | Anmerkungen                                                                                     |
| Jahr | Titel Album                                                         | Latin | ES | MX | Anmerkungen                                                                                     |
| ---- | ------------------------------------------------------------------- | --- | --- | --- | ----------------------------------------------------------------------------------------------- |
| 2012 | Te voy a esperar Tad Stones – Der verlorene Jäger des Schatzes! OST | — | ES1 Platin · (43 Wo.)ES | — | Erstveröffentlichung: 7. August 2012 Juan Magán feat. Belinda                                   |
| 2014 | Si no te quisiera The King Is Back Vol. 1                           | — | ES1 ×2Doppelplatin · (58 Wo.)ES | MX— GoldMX | Erstveröffentlichung: 5. Dezember 2014 Juan Magán feat. Belinda & Lapiz Conciente               |
| 2017 | Dejate llevar 4.0                                                   | — | ES8 ×2Doppelplatin · (39 Wo.)ES | MX— ×2DoppelplatinMX | Erstveröffentlichung: 28. November 2017 Juan Magán feat. Belinda, Manuel Turizo, Snova & B-Case |
| 2019 | Un traguito De cero                                                 | — | ES65 Gold · (16 Wo.)ES | — | Erstveröffentlichung: 18. Januar 2019 Lérica feat. Belinda                                      |
| 2020 | Flamenkito Cocoterapia                                              | — | ES15 ×2Doppelplatin · (24 Wo.)ES | — | Erstveröffentlichung: 22. Mai 2020 Lérica feat. Belinda                                         |
| 2021 | La niña de la escuela La niña                                       | — | ES9 ×5Fünffachplatin · (50 Wo.)ES | — | Erstveröffentlichung: 2. Juli 2021 Lola Indigo feat. Tini & Belinda                             |
| 2022 | Las 12 Bellodrama                                                   | — | ES7 ×7Siebenfachplatin · (71 Wo.)ES | MX— GoldMX | Erstveröffentlichung: 3. Juni 2022 Ana Mena feat. Belinda                                       |

grau schraffiert: keine Chartdaten aus diesem Jahr verfügbar
Weitere Gastbeiträge
- 2006: Dance with Me (Drew Seeley feat. Belinda)
- 2014: Sueno de ti (Motel feat. Belinda & Milkman)
- 2014: Translation (Vein feat. J Balvin & Belinda)
- 2016: Te sigo amando (Juan Gabriel feat. Belinda)
- 2024: DJ Play A Christmas Song (Cher x Belinda)

### Videoalben
- 2005: Fiesta en la Azotea: en vivo desde el Auditorio Nacional (MX: ×3Dreifachgold )

## Auszeichnungen für Musikverkäufe
| Goldene Schallplatte - Argentinien - 2005: für das Album Belinda - 2006: für das Album Utopía - Zentralamerika - 2018: für die Single Dejate llevar |

Anmerkung: Auszeichnungen in Ländern aus den Charttabellen bzw. Chartboxen sind in ebendiesen zu finden.
| Land/RegionAuszeichnungen für Musikverkäufe (Land/Region, Auszeichnungen, Verkäufe, Quellen) | Gold       | Platin       | Diamant     | Verkäufe  | Quellen             |
| -------------------------------------------------------------------------------------------- | ---------- | ------------ | ----------- | --------- | ------------------- |
| Argentinien (CAPIF)                                                                          | 2× Gold2   | —            | —           | 40.000    | capif.org.ar        |
| Mexiko (AMPROFON)                                                                            | 9× Gold9   | 11× Platin11 | 2× Diamant2 | 2.050.000 | amprofon.com.mx     |
| Spanien (Promusicae)                                                                         | 2× Gold2   | 19× Platin19 | —           | 1.050.000 | elportaldemusica.es |
| Vereinigte Staaten (RIAA)                                                                    | —          | Platin1      | —           | 60.000    | riaa.com            |
| Zentralamerika (CFC)                                                                         | Gold1      | —            | —           | 35.000    | cfc-musica.com      |
| Insgesamt                                                                                    | 14× Gold14 | 31× Platin31 | 2× Diamant2 |           |                     |